# Луна-26
«Луна-26» — орбитальный космический аппарат, первая часть миссии «Луна-Ресурс-1», в свою очередь являющейся частью российской лунной программы; также это название аппарата, используемого в данной части миссии (ранее автоматическая лунная орбитальная станция называлась «Луна-Глоб орбитальная», затем «Луна-Глоб-2», затем «Луна-Ресурс-1 ОА»).
Орбитальный лунный аппарат появился в планах «Роскосмоса» при детальной проработке миссии «Луна-Глоб». Позже он обрёл собственные научные задачи. Эта автоматическая станция должна стать первой сложной научной миссией России за пределами орбиты Земли, хотя она и является только второй в четвёрке запланированных лунных зондов 1-го этапа Российской лунной программы.
Первая станция «Луна-25» остаётся скорее технологическим, чем научным аппаратом.
Миссия «Луна-Ресурс-1» разделена на две части, орбитальную («Луна-26») и посадочную («Луна-27»).
Стоимость создания «Луны-26» оценивается в 1,995 млрд рублей, сроки изготовления: 1 мая 2017 года — 29 февраля 2020 года.

## История миссии
- 3 марта 2018 года на международном форуме по освоению космоса в Токио Роскосмоc и Китайское национальное космическое управление (CNSA) подписали соглашение о взаимодействии по запуску орбитального аппарата «Луна-Ресурс-1» с китайской миссии посадки в область южного полюса Луны, запланированной на 2023 год[4].
- 20 апреля 2019 года представитель НПО им. Лавочкина сообщил СМИ, что для «Луны-26» в этом году разрабатывается конструкторская документация на космический аппарат и его составные части[5].
- 20 апреля 2019 года заместитель директора Центра исследований Луны и космоса CSNA Юй Гобинь сообщил СМИ, что Китай и Россия изучают возможности совместного исследования Луны в 2023 году при помощи «Луны-26» и китайского «Чанъэ-7»: время запуска обоих аппаратов практически совпадают, поэтому появляется возможность проводить наблюдения одновременно и обмениваться полученными данными. Сейчас специалисты двух стран ведут тщательные обсуждения конкретных деталей этого проекта сотрудничества[6].
- 17 сентября 2019 года по итогам 24-й регулярной встречи глав правительств РФ и Китая Роскосмос и CNSA подписали соглашение о сотрудничестве в области создания объединённого центра данных по исследованию Луны и дальнего космоса, в которое также вошла координация работы аппаратов «Луна-26» и «Чанъэ-7»[7][8]: российский аппарат займётся подробным исследованием возможных посадочных областей для китайских миссий. Будут проведены испытания по ретрансляции данных между «Луной-26» и космическими модулями китайской миссии «Чанъэ-7». Стороны также проведут анализ возможности взаимного размещения научной полезной нагрузки на «Луне-26» и космических модулях миссии «Чанъэ-7», а также рассмотрят возможности проведения совместных космических экспериментов[9].
- 3 апреля 2020 года заведующий отделом ядерной планетологии ИКИ РАН Игорь Митрофанов сообщил СМИ, что ИКИ провёл испытания технологического образца гамма- и нейтронного спектрометра (ЛГНС) для геологоразведки Луны с орбиты, и теперь приступает к созданию лётного образца; точные сроки создания лётного образца пока не известны[10].
- 14 апреля 2020 года генеральный директор НПО им. Лавочкина Владимир Колмыков сообщил СМИ, что работы по проекту «Луна-26» находятся на стадии изготовления конструкторского макета космического аппарата, продолжается выпуск необходимой конструкторской документации, проводится отработка составных частей (приборов и агрегатов) космического аппарата[11].
- Конец 2020 года — изготовление финальных образцов приборов[12].
- 27 марта 2021 года заведующий отделом ядерной планетологии ИКИ РАН Игорь Митрофанов сообщил СМИ, что изготовление лунного гамма- и нейтронного спектрометра (ЛГНС) для геологоразведки Луны с орбиты начнётся в конце 2021 — начале 2022 года и пройдёт испытания в 2022—2023 годах. Разрабатываемый прибор позволит просканировать почти всю поверхность Луны и измерит гамма-излучение и поток нейтронов, по накопленному гамма-излучению будет составлена общая усреднённая карта, определяющая элементный состав и количество летучих веществ на Луне[13].
- 6 ноября 2021 года заведующий отделом ядерной планетологии ИКИ РАН Игорь Митрофанов сообщил СМИ, что к настоящему времени в Институте изготовлены и отправлены в НПО им. Лавочкина натурно-массовый и тепловой образцы прибора ЛГНС, сейчас в ИКИ испытываются оптимальные режимы работы с технологическим образцом. Лётный образец прибора, который будет установлен на «Луну-26», ещё рано изготавливать[14].
- 29 апреля 2022 года глава Роскосмоса Дмитрий Рогозин сообщил СМИ, что миссия орбитального аппарата «Луна-26» будет, возможно, скорректирована с учётом того, что в текущей ситуации основные финансовые и производственные ресурсы Роскосмос будет тратить на увеличение орбитальной группировки[15].
- 30 июня 2022 года ученые и инженеры ИКИ РАН и НПО им. Лавочкина в опубликованной в журнале «Русский космос» статье сообщили, что в настоящее время работы по проекту «Луна-26» находятся на стадии изготовления конструкторского макета космического аппарата; продолжается выпуск необходимой конструкторской документации, проводятся испытания научных приборов[16].
- 2 ноября 2022 года Роскосмос заключил контракт с НПО им. Лавочкина на опытно-конструкторские работы по созданию орбитальной станции «Луна-26» (шифр «Луна-Ресурс-1» (ОА-2021)). В ходе работ будет создана рабочая конструкторская документация, опытные образцы составных частей (СЧ) космических аппаратов (КА) для автономных испытаний, двигательные установки, летные образцы СЧ КА. Создание орбитальной станции оценивается в более чем 9,3 млрд рублей[17][18].
- 14 декабря 2022 года из лекции академика Льва Зелёного, прочитанной в МИСиС, стало известно, что «Луна-26» будет запущена в 2026 году[19].
- 14 января 2023 года руководитель отдела ядерной планетологии ИКИ РАН Игорь Митрофанов сообщил СМИ, что институт до конца года приступит к созданию летного образца прибора ЛГНС для геологоразведки Луны с орбиты[20].
- 8 апреля 2024 года директор Института космических исследований (ИКИ) РАН Анатолий Петрукович сообщил, что следующие российские лунные станции будут лететь по более долгой траектории, чтобы ими можно было точнее управлять и исключить аварию, произошедшую с «Луной-25»[21].
- 27 мая 2024 года Правительство назвало сроки определения доработок, которым подвергнутся следующие российские лунные станции, чтобы не повторить судьбу «Луны-25». Доработки будут определены ориентировочно в сентябре 2024 года[22].
- 28 июня 2024 года заведующий лабораторией геохимии Луны и планет Института геохимии и аналитической химии Российской академии наук (ГЕОХИ РАН) Евгения Слюту заявил, что «Луна-26» исследует, в частности, метеоритную опасность между Землей и ее естественным спутником. Метеорный датчик будет изучать микрометеоритную опасность на трассе Земля-Луна и распределение космической пыли вокруг Луны. Аппарат будет иметь на борту 13 различных научных приборов.[23]
- 4 сентября 2024 года первый вице-премьер РФ Денис Мантуров заявил, что сейчас работы по Луне-26 идут в соответствии с графиком, исходя из базового сценария запуска нового аппарата в 2027 году. Идет доработка космического аппарата, алгоритмов его функционирования, систем управления и программного обеспечения. Принято решение о расширении программы наземной экспериментальной отработки «Луны».[24]
- 14 сентября 2024 года научный руководитель Института космических исследований (ИКИ) РАН, научный руководитель первого этапа лунной программы РФ академик Лев Зеленый заявил, что работы по созданию комплекса научной аппаратуры для автоматических станций «Луна-26» и «Луна-27» практически завершены[25]
- 28 ноября 2024 года генеральный директор Научно-производственного объединения им. С. А. Лавочкина Дмитрий Яременко заявил, что в настоящее время завершается корректировка конструкторской документации по Луне-26, связанная с реализацией мероприятий по импортозамещению. Проводятся автономные испытания бортовых приборов и систем, экспериментальных изделий космического аппарата. Поставка летного образца комплекса научной аппаратуры запланирована на III квартал 2026 года. С учетом результатов летных испытаний «Луны-25» была изменена схема перелета. Вместо прямого выведения космического аппарата на траекторию перелета к Луне в схему включены промежуточные околоземные орбиты. Также предусматриваются промежуточные окололунные орбиты. Перелёт к Луне по новой схеме займет приблизительно 22 дня. Запуск «Луны-26» запланирован на сентябрь 2027 года с резервной датой в октябре 2027 года[26]
- 18 августа 2025 года эксперт Совета РАН по космосу Игорь Митрофанов сообщил, что  в 2028 году должна улететь лунная орбитальная автоматическая станция «Луна-26». В последующие два года, в 2029 и 2030 годах намечено отправить на лунные полюса два посадочных аппарата «Луна-27.1» и «Луна-27.2. Задержка связана  с тем, что «Луна-26» должна сопровождать посадочные миссии для ретрансляции их каналов связи. Срок ее активного существования – 3 года. Поэтому ее сдвиг вправо, на 2028 год можно объяснить сдвигами вправо «Луны 27.1»  и «Луны 27.2».[27]

## Планы по запуску
Станцию планируется запустить с помощью ракеты-носителя «Союз 2.1б» с космодрома «Восточный». Первоначально запуск был намечен на 2020 год, но в дальнейшем перенесён на 2021 год, затем на 2022 год, затем на 2023 год, затем и на 2024 год из-за недостатка финансирования. 14 декабря 2022 года запуск перенесли на 2026 год. В феврале 2023 года запуск перенесли на 2027 год.
| Дата                 | Дата предполагаемого запуска |
| -------------------- | ---------------------------- |
| 2013 год             | 2016 год                     |
| 2016 год             | 2020 год                     |
| 2017 год             | 2021 год                     |
| 2018 год             | 2022 год                     |
| 2019 год             | 2023 год                     |
| 2019 год             | ноябрь 2024 года             |
| 14 декабря 2022 года | 2026 год                     |
| февраль 2023 года    | 2027 год                     |
| ноябрь 2024 года     | сентябрь 2027 года           |
| август 2025          | 2028 год                     |

## Задачи миссии
«Луна-26» будет год работать на орбите высотой 50х80 км (первоначально планировалась орбита 200 км, но для более эффективной работы стереокамеры пришлось оптимизировать орбиту аппарата) и два года — на орбите высотой 150 км, проведя полное дистанционное зондирование поверхности Луны, а также окололунного пространства. Планировалось собирать информацию с посадочной станции «Луна-25», также с его помощью будут проводить научные исследования комплексом аппаратуры для дистанционного исследования Луны:
- картографирование минералогического состава Луны;
- создание топографической карты спутника Земли с разрешением 2-3 м для выбора места высадки космонавтов;
- картирование распределения водяного льда на поверхности Луны;
- исследование структуры подповерхностных слоёв;
- исследование экзосферы, плазменного окружения Луны и процессов взаимодействия плазмы с поверхностью;
- исследование космических лучей и нейтрино ультравысоких энергий.

## Научное оборудование
| Наименование | Задача прибора | Разработчик прибора                                                                               |
| ------------ | --- | ------------------------------------------------------------------------------------------------- |
| ЛГНС         | лунный гамма- и нейтронный спектрометр для исследования водородосодержащих пород (водяной лёд)                                                                                    | ИКИ РАН                                                                                           |
| ЛУМИС        | фурье-спектрометр, чувствительный в диапазоне 1-16 мкм, для картирования лунной поверхности в интервале длин волн 1,4-3,6 мкм, обнаружение гидратации минералов (область 3 мкм).  | ИКИ РАН                                                                                           |
| ЛСТК         | камера для стереотопографической съёмки поверхности Луны, топографические привязки орбитальных измерений                                                                          | ИКИ РАН                                                                                           |
| РЛК-Л        | радар для исследования подповерхностных слоёв Луны. | Специальное конструкторское бюро Института радиотехники и электроники им. В. А. Котельникова РАН. |
| ЛПМС-ЛГ      | магнитометр постоянного поля для измерения квазипостоянного магнитного поля вблизи Луны: изучение взаимодействие солнечного ветра с Луной, внутреннее строение Луны (размер ядра) | ИКИ РАН                                                                                           |
| ЛЕМРА-Л      | мониторинг электромагнитных эмиссий | Institute of Atmospheric physics (Czech Republic) / ИКИ РАН                                       |
| БМСВ-ЛГ      | быстрый монитор солнечного ветра для исследования взаимодействия солнечного ветра с поверхностью Луны                                                                             | Charles University (Czech Republic) / ИКИ РАН                                                     |
| АСПЕКТ-Л     | спектрометр энергичных ионов и электронов для мониторинга энергичных ионов и электронов                                                                                           | Institute of Experimental Physics (Slovak Republic) / ИКИ РАН                                     |
| ЛИНА-Р       | спектрометр ионов с детектором нейтральных частиц для исследования потоков нейтральный частиц и частиц плазмы                                                                     | ИКИ РАН                                                                                           |
| ЛИНА-С       | спектрометр ионов и нейтральный частиц | Institute of Space Physics (Sweden) / ИКИ РАН                                                     |
| ЛАЙМУС       | Измерение интенсивности и спектральных характеристик рассеянного солнечного Лайман-альфа излучения                                                                                | ИКИ РАН                                                                                           |
| ПГД          | приемник Ка диапазона; совместный с посадочным аппаратом эксперимент для исследования особенностей гравитационного поля Луны                                                      | ИКИ РАН                                                                                           |
| МЕТЕОР-Л     | детектор космической пыли, предназначенный для исследования пылевых частиц и микрометеороидов                                                                                     | ГЕОХИ РАН                                                                                         |
| ССРНИ-2      | система сбора информации и управления научными приборами КА | ИКИ РАН                                                                                           |

Прибор ЛГНС (гамма- и нейтронный спектрометр) вследствие того, что Луна-26 будет пролетать практически над всеми районами Луны, будет проводить глобальную ядерно-физическую геологоразведку лунного реголита, благодаря чему по накопленному гамма-излучению можно будет составить общую усреднённую карту элементного состава и количества летучих веществ на Луне.
Стереокамера создаст топографическую карту Луны с разрешением два-три метра для выбора места высадки первых космонавтов. В дальнейшем предусматривается научное использование стереокарты, которая позволит анализировать лунные структуры и их происхождение. Также это обеспечение данных для автономной навигации будущих пилотируемых и автоматических миссий к Луне. Ранее сверхточные «плоские» карты отдельных участков лунной поверхности с разрешением 0,5 метра на пиксель создал американский аппарат Lunar Reconnaissance Orbiter. Тем не менее, российская карта будет обладать рядом преимуществ, связанных, например, с тем, что одновременно с изображениями поверхности будут определяться и высоты рельефа, что позволит обеспечить большую достоверность. Полную карту Луны планируется отснять уже за первый год полёта станции с низкой круговой орбиты, требующей периодической корректировки. Далее «Луна-26» будет переведена на эллиптическую орбиту, которая в течение следующих 30 лет будет устойчивой и позволит вести различные исследования спутника Земли. Всего ежедневно планируется получать до 40 Гб данных.
За АМС «Луна-26» последуют станции «Луна-27» с луноходом и бурильной установкой, а затем «Луна-28» для забора и доставки грунта подобно советской станции типа «Луна-16».